# Озёрный (Красноармейский район)
Озёрный — посёлок в Красноармейском районе Челябинской области России. Входит в состав Озёрного сельского поселения.

## География
Посёлок находится на северо-востоке Челябинской области, в лесостепной зоне, на перешейке между озёрами Третьим и Четвёртым, на расстоянии 13 километров (по прямой) к юго-западу от села Миасского, административного центра района. Абсолютная высота 193 метра над уровнем моря.

## Население
| 2002 | 2008 | 2010 |
| ---- | ---- | ---- |
| 270  | ↗318 | ↘315 |

Гендерный состав
По данным Всероссийской переписи населения 2010 года в гендерной структуре населения мужчины составляли 48,9 %, женщины — соответственно 51,1 %.
Национальный состав
Согласно результатам переписи 2002 года, в национальной структуре населения русские составляли 83 %.

## Улицы
Уличная сеть посёлка состоит из девяти улиц.